# Farsø
Farsø est une ancienne ville du Danemark, actuellement un quartier de la commune de Vesthimmerland, dans la région Jutland du Nord .

## Géopolitique
Farsø a fusionné, avec les communes de Løgstør, Aalestrup et Aars, en 2007 afin de former la commune de Vesthimmerland.

## Population
Au 1er janvier 2014, le quartier comptait une population de 3 299 habitants.

## Personnalités liées à Farsø
Farsø est le lieu de naissance de Johannes Vilhelm Jensen, lauréat du prix Nobel de littérature en 1944.